# 大前茜
大前 茜（おおまえ あかね、1982年8月21日 - ）は、日本の元女性声優。賢プロダクションに所属していた。本名は同じ。埼玉県出身。

## 来歴・人物
若いころは警察官を目指しており、そのために柔道を習ったりもしていたが、身長（147センチメートル）が足りずに断念した。1999年、フジテレビの番組『快進撃TV!うたえモン』の「声優スター誕生」でグランプリ受賞。同年、『ちびまる子ちゃん』のようこちゃん役でデビュー。さらに『ONE PIECE』で端役を務めた後、2001年に本格デビュー。
カラスの生態に詳しく、専門家並の知識を持っている。特技・趣味はイラスト。絵はかなり上手で、自身のブログ上でイラストを公開している。『ネギま!?』でのイラスト・サブタイトル題字担当でもその才能を見せた。上記の『快進撃TV!うたえモン』でグランプリを獲得してスタジオ出演した際には、持参した直筆イラストを出演者に褒められている。
2010年11月1日、10月末に引退したことを自身のブログにて公表した。引退の理由は、経験してみたい他の職業ができたためとしている。

## 後任
大前の引退後、持ち役を引き継いだのは以下の通り。
| 後任       | 役名             | 概要作品                    | 後任の初担当作品                                   |
| ---------- | ---------------- | --------------------------- | -------------------------------------------------- |
| 小見川千明 | 椎名桜子         | 『魔法先生ネギま!』         | 『劇場版 魔法先生ネギま! ANIME FINAL』             |
| 小見川千明 | 森園生           | 「涼宮ハルヒシリーズ」      | 『長門有希ちゃんの消失』                           |
| 釘宮理恵   | レッド・クイーン | 『バイオハザード』          | 『バイオハザードV リトリビューション』テレビ朝日版 |
| 橘ひかり   | トゥーンゼルダ   | 『ゼルダの伝説 大地の汽笛』 | 『ゼルダ無双 ハイラルオールスターズ』              |

## 出演
太字はメインキャラクター。

### テレビアニメ
1999年
- ちびまる子ちゃん（ようこちゃん）
- ONE PIECE（女性）

2001年
- あぃまぃみぃ!ストロベリー・エッグ（杭瀬茜）
- 鋼鉄天使くるみ2式（後輩、生徒）
- ゴーゴー五つ子ら・ん・ど（女の子）
- ジャングルはいつもハレのちグゥ（女）
- 週刊ストーリーランド2 呪いのバイオリン（小学生の女の子）
- はじめの一歩（観光客）
- パラッパラッパー（オーイエー雛鳥）

2002年
- 朝霧の巫女（童女）
- あずまんが大王（千尋、みるちー 他）
- キディ・グレイド（シュバリエ・ドートリッシュ〈6歳〉、女生徒2、妻、アナウンス、子供1、子供の泣き声、キャビン係、案内嬢、キャスター、フルール）
- 超重神グラヴィオン（セシル、整備メイドA）

2003年
- カレイドスター（2003年 - 2004年、アニー、アンディ） - 2シリーズ

2004年
- 超重神グラヴィオンZwei（セシル）
- とっとこハム太郎 はむはむぱらだいちゅ!（2004年 - 2006年、ラズリーちゃん）
- 焼きたて!!ジャぱん（松代楓）

2005年
- あたしンち（2005年 - 2007年、友人A、子供A、店員、アナウンス、かりん）
- CLUSTER EDGE（子供たち、少女）
- クレヨンしんちゃん（2005年 - 2010年、園児A、茶道部員B、女の子、女児B、女性職員、子供、南ちゃん、ハルカ）
- こてんこてんこ（2005年 - 2006年、ピックちゃん）
- 魔法先生ネギま!（椎名桜子）
- わがまま☆フェアリー ミルモでポン!わんだほう（ユリン）

2006年
- 涼宮ハルヒの憂鬱（森園生）
- 戦争童話集シリーズ「焼跡の、お菓子の木」（みさこ）
- ネギま!?（椎名桜子） - 第16話のサブタイトル題字（3枚目）と提供イラスト（ED後）も担当。

2007年
- きらりん☆レボリューション（有香）
- 結界師（松戸の使い）

2008年
- シゴフミ（綾瀬美紅）

2009年
- ご姉弟物語（トモちゃん）
- しゅごキャラ!!どきっ（セシル、女の子）

### 劇場アニメ
- 劇場版とっとこハム太郎 はむはむぱらだいちゅ! ハム太郎とふしぎのオニの絵本塔（2004年、ラズリーちゃん）

### OVA
- 水木しげるの妖怪ワールド 恐山物語（2005年、小百合）
- ネギま!? 春・夏（2006年、椎名桜子）
- やったぜ! なっとうボーイ（2007年、枝豆ピーナッツ）
- 魔法先生ネギま! 〜白き翼 ALA ALBA〜（2008年、椎名桜子）
- 魔法先生ネギま! 〜もうひとつの世界〜（2009年、椎名桜子）

### Webアニメ
- ひよこのさむらい ひよざえもん（2007年、おひよちゃん）
- 涼宮ハルヒちゃんの憂鬱（2009年、森さん）
- にょろーん ちゅるやさん（2009年、アナウンス）

### ゲーム
2002年
- Erde 〜ネズの樹の下で〜（リオウ）
- My Merry May（吾妻もとみ）

2004年
- ルパン三世 コロンブスの遺産は朱に染まる（孤児院の女の子）

2005年
- OZ -オズ-（ドロシー）
- 魔法先生ネギま! 1時間目 お子ちゃま先生は魔法使い!（椎名桜子）
- 魔法先生ネギま! 2時間目 戦う乙女たち! 麻帆良大運動会SP!（椎名桜子）
- Rhapsodia（コルセリア）

2006年
- 魔法先生ネギま! 課外授業 乙女のドキドキ・ビーチサイド（椎名桜子）
- ネギま!? 3時間目 恋と魔法と世界樹伝説!（椎名桜子）
- ネギま!? 超 麻帆良大戦 かっとイ〜ン☆契約執行でちゃいますぅ（椎名桜子）

2007年
- 忌火起草（皆川香織）
- ネギま!? どりーむたくてぃっく夢みる乙女はプリンセス（椎名桜子）
- ネギま!? パクティオーファイト（椎名桜子）
- ネギま!? 超 麻帆良大戦チュウ チェックイ〜ン全員集合! やっぱり温泉来ちゃいましたぁ（椎名桜子）
- ルミナスアーク（プリエル）

2008年
- 桃色大戦ぱいろん（高比良さくや）

2009年
- しゅごキャラ! ノリノリ!キャラなりズム♪（セシル）
- ゼルダの伝説 大地の汽笛（ゼルダ）

2011年
- 涼宮ハルヒちゃんの麻雀（森園生）

### 吹き替え

#### 映画
- 帰らない日々（エマ・ラーナー〈エル・ファニング〉）※DVD版
- 幸せの1ページ（ニム・ルソー〈アビゲイル・ブレスリン〉）※日本テレビ版
- 七人のマッハ!!!!!!!（トゥタ、トーイ）
- スリー・キングス（アミールの娘〈アリア・ショウカット〉）※フジテレビ版
- 世界で一番パパが好き!（ガーティー・トリンキ）
- 小さな魔法使いと秘密の城 リトル・ウィッチ2（ビビ〈シドニー・フォン・クロージック〉）※VHS版
- ノッティングヒルの恋人（ベテラン子役）
- バイオハザード（レッドクイーン）
- 復讐者に憐れみを（ユソン）※DVD版
- 不思議の国のアリス(1985)（アリス）※DVD追加録音版
- ベイブ/都会へ行く（赤ちゃん 他）※日本テレビ版
- 僕が9歳だったころ（ウリム〈イ・セヨン〉）※DVD版
- リトル・ウィッチ ビビと魔法のクリスタル（ビビ）

#### テレビドラマ
- ER XIII 緊急救命室（シャーロッテ・パクソン〈サヴァンナ・ステーリン〉） #284
- ザ・ホワイトハウス（ジェシカ・ホッジス）※NHK BS2版
- サンダーストーン 未来を救え!（クリオ）
- スティーブン・キングのキングダム・ホスピタル（メアリー）※WOWOW版
- TRU CALLING - トゥルー・コーリング（トゥルー・デイビーズ〈幼少時代〉）
- どこかでなにかがミステリー（マリア）
- ふたりはふたご（ホームレスの少女）
- ボーイ・ミーツ・ワールド（レイチェル）※NHK教育版
- ライフ with デレク（マーティ）※ディズニー・チャンネル版
  - バケーション with デレク（マーティ）※ディズニー・チャンネル版

#### アニメ
- シャーク・テイル（フグの女の子）
- 101匹わんちゃんII パッチのはじめての冒険（メス犬）
- ヘラクレス（カリスタ）
- 森のリトル・ギャング（クィーロ）

### 実写
- 魔法先生ネギま! 麻帆良学園中等部2-A：ホームルーム
- 魔法先生ネギま! 麻帆良学園 大麻帆良祭

### ドラマCD
- オレンジハニー 君の好きまであと少し（2005年、女の子）
- 魔法先生ネギま! ドラマCD Vol.1（2006年、椎名桜子）
- 最終神話戦争イデアオペラ オリジナルドラマCD 第1 - 3章（2006年 - 2007年、パラス・アテナ、イデア）
- 魔法先生ネギま! 〜白き翼 ALA ALBA〜言っておきたい事がある!（2008年、椎名桜子）

### その他コンテンツ
- あの歌がきこえる
- おかめ納豆 VP
- お料理ピコ（くるみ）

## ディスコグラフィ

### キャラクターソング
| 発売日  | 商品名                                                               | 歌                                                         | 楽曲                                                                  | 備考                                                        |
| 2004年  | 2004年                                                               | 2004年                                                     | 2004年                                                                | 2004年                                                      |
| ------- | -------------------------------------------------------------------- | ---------------------------------------------------------- | --------------------------------------------------------------------- | ----------------------------------------------------------- |
| 5月1日  | 出席番号のうた                                                       | 麻帆良学園中等部2-A                                        | 「出席番号のうた」                                                    | テレビアニメ『魔法先生ネギま!』関連曲                       |
| 6月23日 | 魔法先生ネギま! 声のクラスメイトシリーズ 7月：まほらチアリーディング | まほらチアリーディング                                     | 「ポンポン両手にあればWin」 「ポンポン両手にあればWin（Remix ver.）」 | テレビアニメ『魔法先生ネギま!』関連曲                       |
| 2005年  |                                                                      |                                                            |                                                                       |                                                             |
| 5月11日 | ハッピー☆マテリアル 4月度：Beloved version                           | 麻帆良学園中等部2-A                                        | 「ハッピー☆マテリアル」                                               | テレビアニメ『魔法先生ネギま!』オープニングテーマ           |
| 8月3日  | ハッピー☆マテリアル 31人ver.／輝く君へ〜Peace                        | 麻帆良学園中等部2-A                                        | 「ハッピー☆マテリアル」 「輝く君へ〜Peace」                           | テレビアニメ『魔法先生ネギま!』主題歌                       |
| 2007年  |                                                                      |                                                            |                                                                       |                                                             |
| 1月24日 | ネギま!? 1000%BOX                                                    | 柿崎美砂（伊藤静）、釘宮円（出口茉美）、椎名桜子（大前茜） | 「1000%SPARKING!」                                                    | テレビアニメ『ネギま!?』オープニングテーマ                  |
| 1月24日 | ネギま!? 1000%BOX                                                    | 柿崎美砂（伊藤静）、釘宮円（出口茉美）、椎名桜子（大前茜） | 「A-LY-YA!」                                                          | テレビアニメ『ネギま!?』エンディングテーマ                  |
| 1月24日 | ネギま!? 1000%BOX                                                    | 柿崎美砂（伊藤静）、釘宮円（出口茉美）、椎名桜子（大前茜） | 「1000%SPARKING!〈れげえみっくす〉」                                  | テレビアニメ『ネギま!?』関連曲                              |
| 1月24日 | ネギま!? 1000%BOX                                                    | 麻帆良学園中等部3-A+ネギ・スプリングフィールド             | 「1000%SPARKING!」 「A-LY-YA!」                                       | テレビアニメ『ネギま!?』関連曲                              |
| 3月7日  | ネギま!? うたのCD（2）                                               | チアリーディング部                                         | 「YELL◎」                                                             | テレビアニメ『ネギま!?』関連曲                              |
| 9月26日 | ネギま!? ベストアルバム                                              | 麻帆良学園中等部3-A+ネギ・スプリングフィールド             | 「Hello Again」                                                       | テレビアニメ『ネギま!?』関連曲                              |
| 2008年  |                                                                      |                                                            |                                                                       |                                                             |
| 8月27日 | ハッピー☆マテリアル リターン                                         | 麻帆良学園中等部3-A                                        | 「ハッピー☆マテリアル リターン」                                      | OAD『魔法先生ネギま!〜白き翼 ALA ALBA〜』オープニングテーマ |
| 8月27日 | ハッピー☆マテリアル リターン                                         | 麻帆良学園中等部3-A                                        | 「輝く君へ」                                                          | OAD『魔法先生ネギま!〜白き翼 ALA ALBA〜』エンディングテーマ |
| 8月27日 | ハッピー☆マテリアル リターン                                         | 麻帆良学園中等部3-A                                        | 「A-LY-YA」                                                           | テレビアニメ『ネギま!?』関連曲                              |

## 最終神話戦争イデアオペラ
『最終神話戦争イデアオペラ』（さいしゅうしんわせんそうイデアオペラ、英名：IDEAOPERA）は、大前が原案を手掛け、賢プロダクションが企画及び制作を行った作品。
制作されたドラマCDには大前自身もヒロインとして出演するほか、一部の特別出演を除く全ての出演者が賢プロダクション所属の声優によって構成されている。パッケージのイラスト担当はねぎしきょうこ。

### シリーズタイトル
1. 第一章 罅割れたミュトス（2006年9月27日発売）
2. 第二章 彷徨う冥界の扉（2006年12月16日発売）
3. 第三章 輝ける悠遠の女神（2007年5月3日発売）

### キャラクター・キャスト
- セナ・カズハ：梯篤司
- パラス・アテナ：大前茜
- イデア：大前茜
- ヘラクレス：川田紳司
- エロス：生天目仁美
- ニケ：木内レイコ
- もんちゃん：水田わさび
- ゼウス：内海賢二
- ハデス：野沢那智
- ヘラ：鈴木弘子
- アラクネ：平松晶子
- トリトン：谷山紀章
- ネレウス：永澤菜教
- プロメテウス：小西克幸
- パンドラ：氷青
- エヴァ：氷青（第三章のみ）
- アポロン：志村知幸
- ディオニュソス：巻島直樹
- アレス：勝杏里
- アスクレピオス：土方優人
- ヘルメス：滝知史
- ピグミ：猪口有佳
- プシュケ：かないみか
- クロト：野中民美代
- ラケシス：呉林卓美
- アトロポス：稀代桜子
- ガイア：鳳芳野
- イカロス：斎賀みつき
- アリアドネ：伊藤静
- ケルベロス：中多和宏
- サラマンダー：森訓久
- キマイラ：森訓久
- ペルセポネ：甲斐田裕子
- 魔物斥候：岡林史泰
- 帝釈天インドラ：子安武人（特別出演）
- トール：福山潤（特別出演）
- ラー：井上和彦（特別出演）
- ナレーション：稲葉実

### スタッフ
- 企画・制作：賢プロダクション
- 原案：大前茜
- 音楽：西岡和哉
- エンジニア：関口和子
- 演出：結城比呂
- エグゼクティブプロデューサー：野村道子
- プロデューサー：結城比呂、萩原大輔（MOVIC）

### 主題歌
- 第一・二章「幾千の夜を超えて」
  - 歌・作詞：氷青
- 第三章エンディングテーマ「眠れる森」
  - 歌・作詞・作曲：氷青、編曲：谷上純三